# JET
JET (Jocuri Electronice pe Televizor, prezentat ca „JET-EM Aparat pentru jocuri pe ecran TV”) este un microcalculator personal românesc. A fost proiectat și produs la Întreprinderea „Electromagnetica” din București în 1989/90, având interpretorul incorporat și un preț de cca. 11.500 lei.